# Najmanjši skupni imenovalec
Nàjmánjši skúpni imenoválec (angleška kratica LCD – lowest common denominator) je v matematiki najmanjši skupni mnogokratnik imenovalcev množice ulomkov. Poenostavlja njihovo seštevanje, odštevanje in primerjanje.

## Opis
Najmanjši skupni imenovalec množice ulomkov je najmanjše število, ki je mnogokratnik vseh imenovalcev – njihov najmanjši skupni mnogokratnik. Produkt imenovalcev je vedno skupni imenovalec, kot na primer v:
{\displaystyle {\frac {1}{2}}+{\frac {2}{3}}\;=\;{\frac {3}{6}}+{\frac {4}{6}}\;=\;{\frac {7}{6}}\!\,,}
vendar ni vedno najmanjši skupni imenovalec, kot na primer v:
{\displaystyle {\frac {5}{12}}+{\frac {11}{18}}\;=\;{\frac {15}{36}}+{\frac {22}{36}}\;=\;{\frac {37}{36}}\!\,.}
Tu je število 36 najmanjši skupni mnogokratnik števil 12 in 18. Njun produkt 216 je tudi skupni imenovalec, vendar računanje s tem imenovalcem vsebuje večja števila:
{\displaystyle {\frac {5}{12}}+{\frac {11}{18}}={\frac {90}{216}}+{\frac {132}{216}}={\frac {222}{216}}\!\,.}
S spremenljivkami namesto s števili velja enako načelo:
{\displaystyle {\frac {a}{bc}}+{\frac {c}{b^{2}d}}\;=\;{\frac {abd}{b^{2}cd}}+{\frac {c^{2}}{b^{2}cd}}\;=\;{\frac {abd+c^{2}}{b^{2}cd}}\!\,.}

## Pomen v aritmetiki in algebri
Isti ulomek se lahko izrazi v več različnih oblikah. Vse dokler je razmerje med števcem in imenovalcem enako, ulomek predstavlja isto število. Na primer:
{\displaystyle {\frac {2}{3}}={\frac {6}{9}}={\frac {12}{18}}={\frac {144}{216}}={\frac {200.000}{300.000}}\!\,,}
ker so vsi množeni z 1, zapisani kot ulomek:
{\displaystyle {\frac {2}{3}}={\frac {2}{3}}\cdot {\frac {3}{3}}={\frac {2}{3}}\cdot {\frac {6}{6}}={\frac {2}{3}}\cdot {\frac {72}{72}}={\frac {2}{3}}\cdot {\frac {100.000}{100.000}}\!\,.}
Po navadi je lažje sešteti, odšteti ali primerjati ulomke, kadar je vsak izražen z enakim imenovalcem, imenovanim »skupni imenovalec«. Če se lahko na primer števci ulomkov s skupnimi imenovalci preprosto seštevajo, tako da velja {\displaystyle {\frac {5}{12}}+{\frac {6}{12}}={\frac {11}{12}}\!\,} in, da je {\displaystyle {\frac {5}{12}}<{\frac {11}{12}}\!\,}, ker ima vsak ulomek skupni imenovalec 12. Brez računanja skupnega imenovalca ni očitno čemu je {\displaystyle {\frac {5}{12}}+{\frac {11}{18}}\!\,} enako, ali je {\displaystyle {\frac {5}{12}}\!\,} večje ali manjše od {\displaystyle {\frac {11}{18}}\!\,}. Vsak skupni imenovalec bo veljal, običajno pa je priporočen najmanjši, ker je nadaljnje računanje preprosto kot je mogoče..

## Praktične uporabe
Najmanjši skupni imenovalec ima več uporab, kot je na primer določevanje števila objektov dveh različnih dolžin potrebnih, da se jih poravna v vrsto, ki se začne in konča na istem mestu: opečno zidarstvo, polaganje keramičnih ploščic ali tlakovanje. Uporaben je tudi pri načrtovanju delovnih urnikov z uslužbenci z {\displaystyle y\!\,} prostimi dnevi po vsakih {\displaystyle x\!\,} dnevih.
V glasbenem ritmu se najmanjši skupni imenovalec rabi pri prečnih ritmih in polimetrikah za določevanje najmanjšega števila not, potrebnih za štetje časa, podanega za dve ali več metrični delitvi. Na primer veliko afriške glasbe je posneto z zahodnim zapisom s pomočjo 12
8, ker je vsaka mera deljena s 4 in 3, katerih najmanjši skupni imenovalec je 12.

## Pogovorna raba
Izraz »najmanjši skupni imenovalec« se rabi za opis (po navadi v neodobravajočem načinu) pravila, predloga, mnenja ali medija, ki je namenoma poenostavljen, tako da ugaja največjemu možnemu številu ljudi.